# Château de Kanō
Le château de Kanō (加納城, Kanō-jō) est un château japonais construit durant la période de paix des XVe et XVIe siècles. Situé dans la ville de Gifu, préfecture de Gifu au Japon, il n'en subsiste que les ruines, y compris la base du donjon et les murs.

## Histoire
Saitō Toshinaga, qui est un vassal du clan Toki, commence la construction en 1445 mais le château n'est pas achevé avant 1538. Lorsque le château de Gifu est détruit en 1601, le château de Kanō devient le principal château de la région et la citadelle principale du château de Gifu devient le Ni-no-maru à deux étages du château de Kanō.
En 1603, Okudaira Nobumasa emménage dans le château qui devient la résidence de la famille Okudaira. Le Kanō Tenman-gū, construit en même temps que le château, est un endroit de dévotion privé pour la famille. Comme il se trouve dans une shukuba très fréquentée, Kanō-juku, les gens du commun finissent par accéder au sanctuaire pour y prier.

## Source de la traduction
- (en) Cet article est partiellement ou en totalité issu de l’article de Wikipédia en anglais intitulé « Kanō Castle » (voir la liste des auteurs).